# ナーゲル (カメラ)
ナーゲル（ドイツ語: Dr. August Nagel Kamerawerk , 略称Nagel-werk ）は、かつてドイツに存在した写真機メーカーである。創業者はアウグスト・ナーゲル（ドイツ語: August Nagel . 1882年 - 1943年）である。

## 歴史
アウグスト・ナーゲルは1908年に設立したドレクスラー・ナーゲル（ドイツ語: Drexler & Nagel ）の創業者の一人であり、その後会社合併に従いコンテッサ・ネッテルを経てツァイス・イコンの技師となっていたが、1928年にツァイス・イコンを退社しナーゲルを創業した。

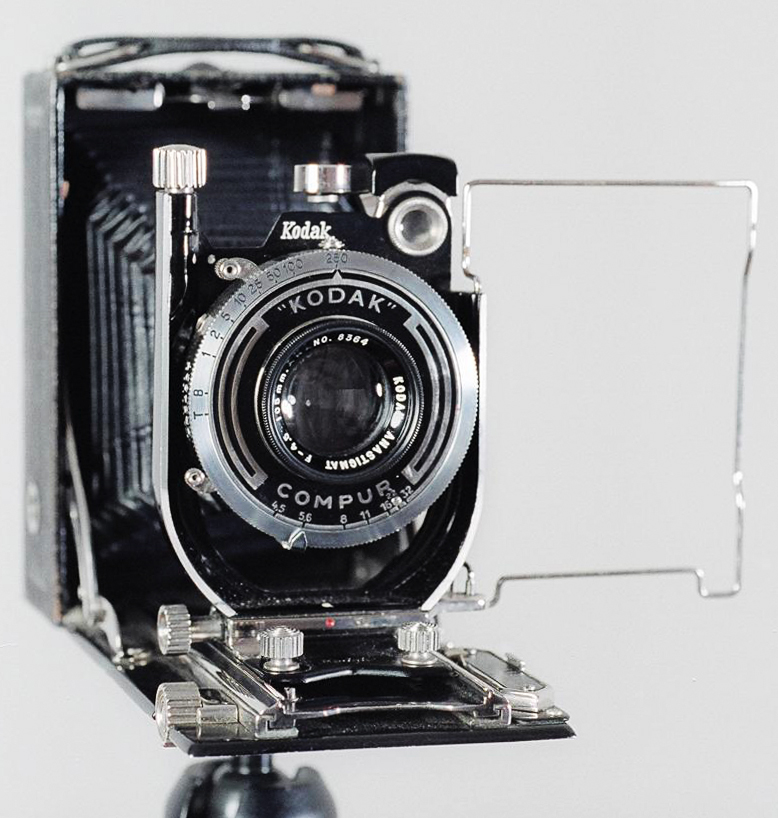
レコマー18

ナーゲルは1931年にアメリカのコダックに買収され、コダックAG（英語: Kodak A.G. 、ドイツコダック）となった。ナーゲルの高い技術力を買っていたコダックは、製品に「ドクター・ナーゲルのコダック工場にて製造された」（Made by Kodak A.G. Dr. Nagel-Werk Stuttgart Germany ）と刻んだ。
1934年にアウグスト・ナーゲルが開発したレチナが発売され、ベストセラーシリーズとなる。近年は一般的になっている「パトローネ入り35mmフィルム」を最初に発売したのはアグフア（現在のアグフア・ゲバルト）であったが、一般的になったのはレチナの大ヒットがきっかけである。またモーターによるフィルム給送が一般的になる以前によく使用されたレバー巻き上げもレチナが元祖であり、ライカM3発売の折り「フィルム巻き上げはレチナ式」と説明されていた。
1943年にアウグスト・ナーゲルが亡くなり、エルンスト・ライツ（現ライカ）で働いていた息子のヘルムート・ナーゲルが後を継いだ。

## 製品一覧

### 110フィルム使用カメラ
- ポケット・インスタマチック300（Pocket Instamatic 300 、1972年発売）
- ポケット・インスタマチック100（Pocket Instamatic 100 、1972年発売）
- インスタマチック192（Instamatic 192 、1975年発売）
- テレ・インスタマチック500エレクトロニック（Tele-Instamatic 430 、1975年発売）
- インスタマチック130（Instamatic 130 、1976年発売）
- インスタマチック230（Instamatic 230 、1976年発売）
- ミニ・インスタマチックS30 (Mini-Instamatic S30 、1976年発売）
- ミニ・インスタマチックS40（Mini-Instamatic S40 、1976年発売）
- ポケット・エクトラ200（Pocket Ektra 200 ）
- ポケット・インスタマチック500エレクトロニック（Pocket Instamatic 500 Electronic ）

### 120フィルム使用カメラ
- ボレンダ70（Vollenda 70 、1930年発売） -  6×9cm判。レンズはナーゲル105mmF6.3またはナーゲル105mmF4.5、シャッターはナーゲルシャッターまたはコンパーシャッターの組み合わせが一般的であるがエルンスト・ライツ（現ライカ）のエルマー105mmF4.5を装着したものは珍品である。

### 126フィルム使用カメラ
レチナインスタマチックレフレックスに関してはレチナ#126フィルム使用カメラ参照。
- インスタマチック500（Instamatic 500 、1963年発売）
- インスタマチック250（Instamatic 250 、1964年発売）
- インスタマチック220（Instamatic 220 、1965年発売）
- インスタマチック224（Instamatic 224 、1966年発売）
- インスタマチック324X（Instamatic 324X 、1966年発売）
- インスタマチック33（Instamatic 33 、1968年発売）
- インスタマチック133（Instamatic 133 、1968年発売）
- インスタマチック233（Instamatic 233 、1968年発売）
- インスタマチック333（Instamatic 333 、1968年発売）
- インスタマチック・レフレックス（Instamatic Reflex 、1968年発売）
- インスタマチック133X（Instamatic 133X 、1970年発売）
- インスタマチック233X（Instamatic 233X 、1970年発売）
- インスタマチック333X（Instamatic 333X 、1970年発売）
- インスタマチック55X（Instamatic 55X 、1971年発売）
- インスタマチック155X（Instamatic 155X 、1971年発売）
- インスタマチック255X（Instamatic 255X 、1971年発売）
- インスタマチック355X（Instamatic 355X 、1971年発売）
- インスタマチック56X（Instamatic 56X 、1972年発売）
- インスタマチック77X（Instamatic 77X 、1977年発売）
- インスタマチック177X（Instamatic 177X 、1977年発売）
- インスタマチック277X（Instamatic 277X 、1977年発売）

### 127フィルム使用カメラ
- ボレンダ50（Vollenda 50 ） - 4×6.5cm（ベスト）判。
- ボレンダ48（Vollenda 48 、1931年発売） - 4×3cm（ベスト半裁）判。レンズはシュナイダー・クロイツナッハのクセナー50mmF4.5またはラジオナー50mmF4.5、またはエルンスト・ライツ（現ライカ）のエルマー50mmF3.5またはカール・ツァイスのテッサー50mmF3.5。
- ピュピレ（Pupille 、1931年発売） - 4×3cm（ベスト半裁）判。レンズはまたはエルンスト・ライツ（現ライカ）のエルマー50mmF3.5またはシュナイダー・クロイツナッハのクセナー5cmF3.5またはクセノン4.5cmF2またはクックのクック・アナスチグマット50mmF3.5。
- ボレンダ52（Vollenda 52 、1935年発売） - 4×6.5cm（ベスト）判。レンズはシュナイダー・クロイツナッハのクセナー75mmF4.5またはラジオナー75mmF4.5。

### 135フィルム使用カメラ
1934年に発売されてベストセラーになったコンパクトカメラ。

### 616フィルム使用カメラ
- ジュニアシックス-16（Junior Six-16 、1935年発売） - 同一製品がアメリカやイギリスでも生産されている。

### 620フィルム使用カメラ
- リージェント（Regent 、1935年発売） -  6×9cm判。コダックに買収されドイツ・コダックとなって初めての製品。流線型を取り入れた特徴的な外観。フィルム巻き上げは赤窓による。レンズはシュナイダー・クロイツナッハのクセナー105mmF3.8またはカール・ツァイスのテッサー105mmF4.5。
- リージェントII（Regent II 、1939年発売） - 6×9cm判。クロームメッキが多用され一般的で近代的な外装になった。距離計はファインダーに組み込まれた。フィルム巻き上げは1枚目だけ赤窓で出せば2枚目からは自動停止する。レンズはシュナイダー・クロイツナッハのクセナー105mmF3.5またはカール・ツァイスのテッサー105mmF4.5。

### 写真乾板使用カメラ
- レコマー18（Recomar 18 ） - 写真乾板を使用、以下同
- レコマー33（Recomar 33 、1932年発売）